# Lexikon der sprichwörtlichen Redensarten
Das Lexikon der sprichwörtlichen Redensarten ist ein von Lutz Röhrich (1922–2006) herausgegebenes Lexikon, das die Bedeutung und Bedeutungsentwicklung von Sprichwörtern aufführt. Die erste Auflage kam 1973 als zweibändiges Werk heraus. Die 6. Auflage (2003) liegt in drei Bänden vor und ist mehrfach nachgedruckt worden, unter anderem für die Wissenschaftliche Buchgesellschaft.

## Geschichte
Die erste Auflage erschien im Jahr 1973 im Verlag Herder und erlebte innerhalb von zehn Jahren fünf Auflagen, die inhaltlich weitestgehend identisch waren. Im Jahr 2000 erschien im Rahmen der "Digitalen Bibliothek" als Band 42 eine elektronische Ausgabe auf CD-ROM, basierend auf der fünfbändigen Ausgabe von 1991. Im Jahr 2003 erschien mit der sechsten die momentan aktuelle Auflage und die letzte, die Lutz Röhrich noch selbst besorgte, unter dem veränderten Titel Das große Lexikon der sprichwörtlichen Redensarten. Diese sechste Auflage wurde inhaltlich deutlich erweitert und aktualisiert und hat einen Umfang von drei Bänden. Neben den Herder-Ausgaben gibt es zahlreiche Lizenzausgaben und mehrere Auflagen einer Taschenbuchausgabe.

## Inhalt
Das Lexikon enthält in der aktuellen Auflage etwa 15.000 Stichwörter, die sich jeweils auf Sprichwörter, Redensarten oder geflügelte Wörter beziehen.  Das Stichwort Elefant als Beispiel enthält ein gutes halbes Dutzend Unterkapitel mit Titeln wie 'Ein Gedächtnis wie ein Elefant haben', 'Sich aufführen wie ein Elefant im Porzellanladen', 'Eine Elefantenrunde einberufen', die dann jeweils mit Herkunft/Entstehung und Bedeutung erläutert werden. Da nahezu alle Stichwörter mehrere Unterpunkte haben, liegt die Zahl der behandelten Sprichwörter etc. deutlich über deren Zahl und dürfte knapp 100.000 betragen. Fast alle Artikel sind mit Quellen versehen, meist mit Artikeln aus Fachzeitschriften oder Fachbüchern, oftmals auch mit nichtdeutschen Quellen, wenn das Sprichwort Bedeutungsähnlichkeiten in anderen Sprachen hat.

## Ausgaben
- Lexikon der sprichwörtlichen Redensarten, Band 1 (Aal bis mau), Herder, Freiburg 1973, ISBN 3-451-16629-1
- Lexikon der sprichwörtlichen Redensarten, Band 2 (Maul bis zwölf) Herder, Freiburg 1973, ISBN 3-451-16630-5
- Lexikon der sprichwörtlichen Redensarten, drei Bände, Herder, Freiburg 1991; Neudruck 1994
- Lexikon der sprichwörtlichen Redensarten, drei Bände, 6. Auflage, Herder, Freiburg 2003, ISBN 3-451-16630-5